# Internationale Kontaktgruppe
Internationale Kontaktgruppen sind „informelle, nicht ständige internationale Gremien, die ad hoc geschaffen werden, um internationale Akteure bei der Bewältigung einer Friedens- und Sicherheitskrise in einem bestimmten Staat oder einer Region zu koordinieren. Sie werden von Staaten und/oder Internationalen Organisationen/Regionalen Organisationen gegründet und gebildet. Sie haben keine eigenen Verwaltungsstrukturen, sind aber offiziell angekündigt und treffen sich regelmäßig“. Seit 1977 wurden mindestens 27 Internationale Kontaktgruppen gegründet.
Beispiele für solche Gruppen sind:
- Internationale Kontaktgruppe für Namibia (1977)
- Kontaktgruppe (Jugoslawienkriege) (1994)
- Internationale Kontaktgruppe für Liberia (1996+2002)
- Internationale Kontaktgruppe für Libyen (2015)
- Internationale Kontaktgruppe für das Mano Flussbecken (2005)
- Friends of Syria Group (2012), eine internationale Kontaktgruppe für Syrien (London 11)
- Internationale Somalia-Kontaktgruppe (seit 2006)
- Internationale Kontaktgruppe, Teil des Rahmenabkommen über die Bangsamoro für den Friedensprozess im Süden der Philippinen (2009)
- Internationale Kontaktgruppe für Venezuela (2019)